# Eduard Jost

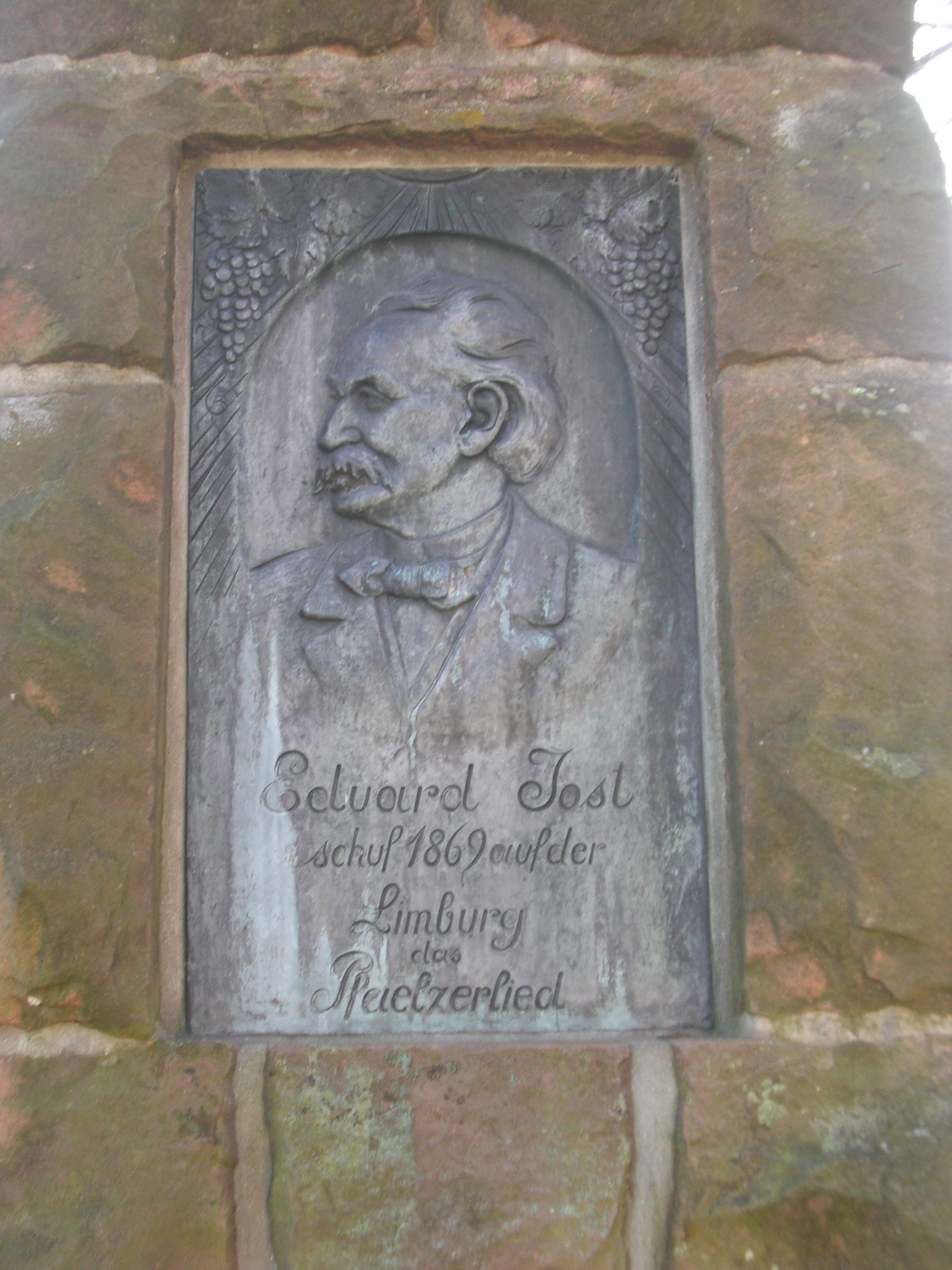
Gedenktafel bei der Limburg

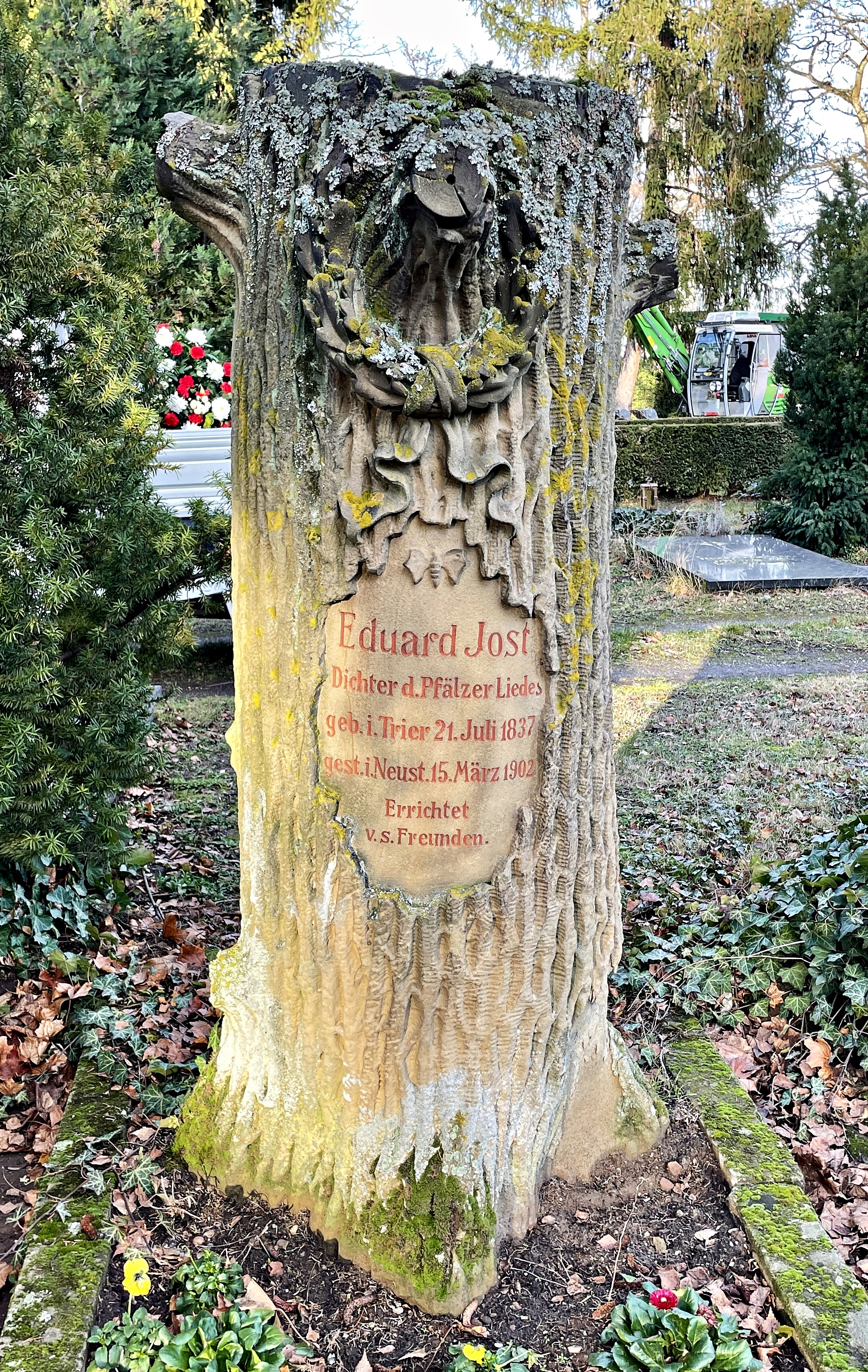
Grab, Hauptfriedhof Neustadt/W.

Eduard Jost (* 21. Juli 1837 in Trier; † 15. März 1902 in Neustadt an der Weinstraße) war ein deutscher Autor, der vorwiegend in der Pfalz tätig war.

## Leben
Jost war zunächst Sänger und Schauspieler. Ab 1864 war er als Autor bei verschiedenen Pfälzer Zeitungen tätig, so bei der Trierischen Volkszeitung, beim Dürkheimer Anzeiger und beim Landauer Eilboten. 1884 gründete er die Pfälzische Wochenschrift Die Heimat in Kaiserslautern. Nach Aufenthalten in Leipzig (1886) und Naumburg (Saale) (1892) kehrte er in die Pfalz zurück und wurde Redaktionschef der Neustadter Zeitung. Jost schrieb auch belletristische, heimatbezogene Werke, wie Die Patriotin von Lautern. Eine kurze pfälzische Geschichte aus der letzten Zeit der Regierung Karl Theodors (1884). Unter dem Titel Vor 25 Jahren verfasste er 1895 seine Lebenserinnerungen.
1869 verfasste Jost in Bad Dürkheim den Text des Pfälzerlieds. Neben der Ruine des Klosters Limburg wurde ein daran erinnerndes Denkmal errichtet.

## Werke
- Zeit-Gedichte, 1871
- Christlich oder päpstlich? Historische Erzählung, 1876
- Studio's Rheinfahrt. Eine heitere Geschichte aus der Haarbeutelzeit, 1877
- Der gute Kaiser Max! Historische Erzählung, 1879
- Interessante Daten aus der 600 jährigen Geschichte der Stadt Landau: (Vom Jahre 1260 bis Ende 1878.), 1879
- Deutsche Treue. Historische Erzählung, 1881
- Die Patriotin von Lautern. Eine kurze pfälzische Geschichte aus der letzten Zeit der Regierung Karl Theodors, 1884
- Kloster und Grafenburg: historisch-romantische Erzählung, 1885
- Landstuhl und Ebernburg: geschichtliche Erzählung, 1885
- Kleine Geschichte der Stadt Kaiserslautern (v. J. 882 bis 1884), 1886
- Die Tochter des Stadtschreibers von Eilenburg: lokalgeschichtliche Erzählung aus der Schwedenzeit, 1895
- Vor 25 Jahren: wahre Geschichten aus dem ruhmreichen Jahre 1870, 1895
- Sickingen's letzte Tage: geschichtliche Erzählung aus der Glanzzeit der Sickingischen Burgen Ebernburg und Landstuhl, 1900
- Pfälzische Geschichten aus alter und neuer Zeit, 1901

| Personendaten    | Personendaten              |
| ---------------- | -------------------------- |
| NAME             | Jost, Eduard               |
| KURZBESCHREIBUNG | deutscher Autor            |
| GEBURTSDATUM     | 21. Juli 1837              |
| GEBURTSORT       | Trier                      |
| STERBEDATUM      | 15. März 1902              |
| STERBEORT        | Neustadt an der Weinstraße |